# Claud Catton Oxborrow
Claud Catton Oxborrow OBE MC, britanski general, * 1898, † 1972.